# مالین رویتروال
مالین رویتروال (انگلیسی: Malin Reuterwall؛ زادهٔ ۱۰ دسامبر ۱۹۹۰) بازیکن فوتبال اهل سوئد است.
از باشگاه‌هایی که در آن بازی کرده‌است می‌توان به اومئا آی‌کی اشاره کرد.
وی همچنین در تیم ملی فوتبال زنان سوئد بازی کرده‌است.